# Амелия Блумър
Амелия Блумър (на английски: Amelia Bloomer) е една от първите жени, защитник на правата на жените и от основоположниците на феминисткото движение по света. С това се счита и за една от основоположничките на феминизма.

## Биография
Родена е в Ню Йорк на 27 май 1818 г. Неуморен защитник на правата на жените. Макар формално да няма образование, тя пише и преподава. Пише статии за правата на жените, публикувани във вестник, който съпругът ѝ издава. По-късно създава и свой собствен вестник, наречен „Лили“ (The Lily), насочен изцяло към жените (1849 – 1953).
През 1848 г. Блумър присъства на Сенека Фолс – първото събиране за правата на жените.
От 2002 г. Американската библиотечна асоциация започва ежегодно да създава Списък на Амелия Блумър – издадените книги по темата феминизъм и правата на жените.
Амелия Блумър е поддръжник на промяната в стереотипите за обличане на жените и често при публичните си изяви облича костюми, скандализирайки консервативната публика. Нейните „блумър“ панталони, тип шалвари, стават доста популярни сред по-либерално настроените дами. Но често носещите ги са подлагани на подмятания и по-грубо отношение по улиците.
До края на живота си Амелия Блумър продължава да пише статии в подкрепа правата на жените.
Умира на 30 декември 1894 г.

## За нея
- Bloomer, Dexter C. Life and Writings of Amelia Bloomer. Boston: Arena Pub. Co., 1895.
- Coon, Anne C. Hear Me Patiently: The Reform Speeches of Amelia Jenks Bloomer, Vol. 138. Greenwood Publishing Group, Inc., 1994.
- Smith, Stephanie, Household Words: Bloomers, sucker, bombshell, scab, cyber (2006).
- The Lily: A Ladies' Journal, devoted to Temperance and Literature. 1849.